# 新大嶼山巴士1R線
新大嶼山巴士1R線是香港的一條巴士路線，由紅磡（紅鸞道）單向開往昂坪（寶蓮寺）。

## 歷史
本路線是嶼巴首條，也是唯一一條由市區開出前往大嶼山的巴士路線。開辦本線的原因，是鑑於嶼巴母公司冠忠遊覽車，在假日不時會派出旅遊巴士前往大嶼山，支援原有專利路線，以疏導假日來往大嶼山的遊客，而這些車輛平日是在市區提供學童接送或商業大廈／機場員工接送服務，假期則駛入大嶼山服務。由於需要特別駛入大嶼山，嶼巴便利用部份車輛，以本線接載遊客到大嶼山，方便乘客免轉車之苦，又可讓乘客利用往大嶼山的「順風車」，亦可舒緩東涌市中心巴士總站的人潮。因此，本路線行走的車輛是來自母公司冠忠遊覽車，與其他嶼巴專利路線不同。
- 2001年1月24日：投入服務。
- 2003年5月1日：服務範圍擴展至深水埗。
- 2008年6月8日：本線提高收費，由$40加至$43。
- 2008年8月17日：因應昂坪360啟用導致客量下跌，本線班次由8班調整至5班（紅磡碼頭開：09:00、09:30、10:00、10:30、11:00）。
- 2017年7月23日：本線班次由5班調整至3班（紅磡碼頭開：08:30、09:15、10:00）。
- 2019年1月12日：由紅磡碼頭巴士總站遷至紅磡（紅鸞道）公共運輸交匯處[1]。
- 2021年4月4日：本線提高收費，由$43加至$47.2。
- 2022年3月10日：因應寶蓮禪寺（包括天壇大佛）暫停開放引致客量下跌，本線暫停服務至另行通知。

- 2022年4月21日：恢復服務

## 服務時間
紅磡（紅鸞道）開：
- 星期日及公眾假期：08:30、09:15、10:00

星期一至六不設服務

## 收費
全程：$51.8
- 東涌市中心往昂坪（寶蓮寺）：$34

巴士尚有剩餘座位時，會駛入東涌達東路巴士總站，會將路線牌轉為「23」，並加設上述分段收費。
| - 本線設有12歲以下小童及65歲或以上長者半價優惠。 - 65歲或以上香港居民使用「樂悠咭」，以及12歲以下合資格殘疾兒童使用「殘疾人士身份」個人八達通繳付車資，均可享有每程$2.0或半價（以較低者為準）的票價優惠；12至64歲合資格殘疾人士使用「殘疾人士身份」個人八達通（包括「樂悠咭」），以及60至64歲香港居民使用「樂悠咭」繳付車資，均可享有每程$2.0或全費（以較低者為準）的票價優惠。 - 65歲或以上長者如使用長者或一般個人八達通繳付車資，則只可享有半價優惠；12至64歲合資格殘疾人士如不使用「殘疾人士身份」個人八達通，以及60至64歲人士如不使用「樂悠咭」繳付車資，必須繳付全費。 - 乘客可以現金或八達通於上車時付款，不設找續。 - 每位成人乘客可免費攜帶最多兩名4歲以下而不佔座位的兒童乘客乘車，超額之4歲以下小童必須繳付小童車費乘車。 - 新大嶼山巴士全職員工及家屬（不包括外判職員）可免費乘搭本路線，惟必須出示職員證或家屬證。 - 乘客亦可使用AlipayHK「易乘碼」、支付寶及WeChatHK／微信支付「搭車碼」繳付車資。乘客使用此支付方式，將不能享有與其他嶼巴路線之轉乘優惠、「公共交通費用補貼計劃」及「長者及合資格殘疾人士公共交通票價優惠計劃」；而使用WeChatHK／微信支付「搭車碼」亦不能享有小童／長者半價優惠。 |

## 行車路線
經：紅磡南道、紅鸞道、紅磡繞道、梳士巴利道、彌敦道、長沙灣道、東京街、東京街西、連翔道、西九龍公路、青葵公路、長青隧道、長青公路、青衣西北交匯處、青嶼幹線、北大嶼山公路、東涌海濱路、順東路、達東路、東涌達東路巴士總站、達東路、順東路、裕東路、松仁路、東涌道、嶼南道、羗山道、深屈道及昂坪路。
- 巴士尚有剩餘座位時，會駛入有斜體字之路段，並加設分段收費。

### 沿線車站
| 1                                          | 紅磡（紅鸞道）     | 紅磡（紅鸞道）公共運輸交匯處 |
| 紅磡繞道                                   |                    |                              |
| 2                                          | 尖東站             | 梳士巴利道                   |
| 3                                          | 九龍公園           | 彌敦道                       |
| 4                                          | 奶路臣街           | 彌敦道                       |
| 5                                          | 太子站             | 彌敦道                       |
| 6                                          | 欽州街             | 長沙灣道                     |
| 7                                          | 怡閣苑             | 長沙灣道                     |
| 青葵公路至長青公路；青嶼幹線、北大嶼山公路 |                    |                              |
| 8*                                         | 東涌達東路巴士總站 | 東涌達東路巴士總站           |
| 9                                          | 塘福村             | 嶼南道                       |
| 10                                         | 昂坪               | 昂坪巴士總站                 |

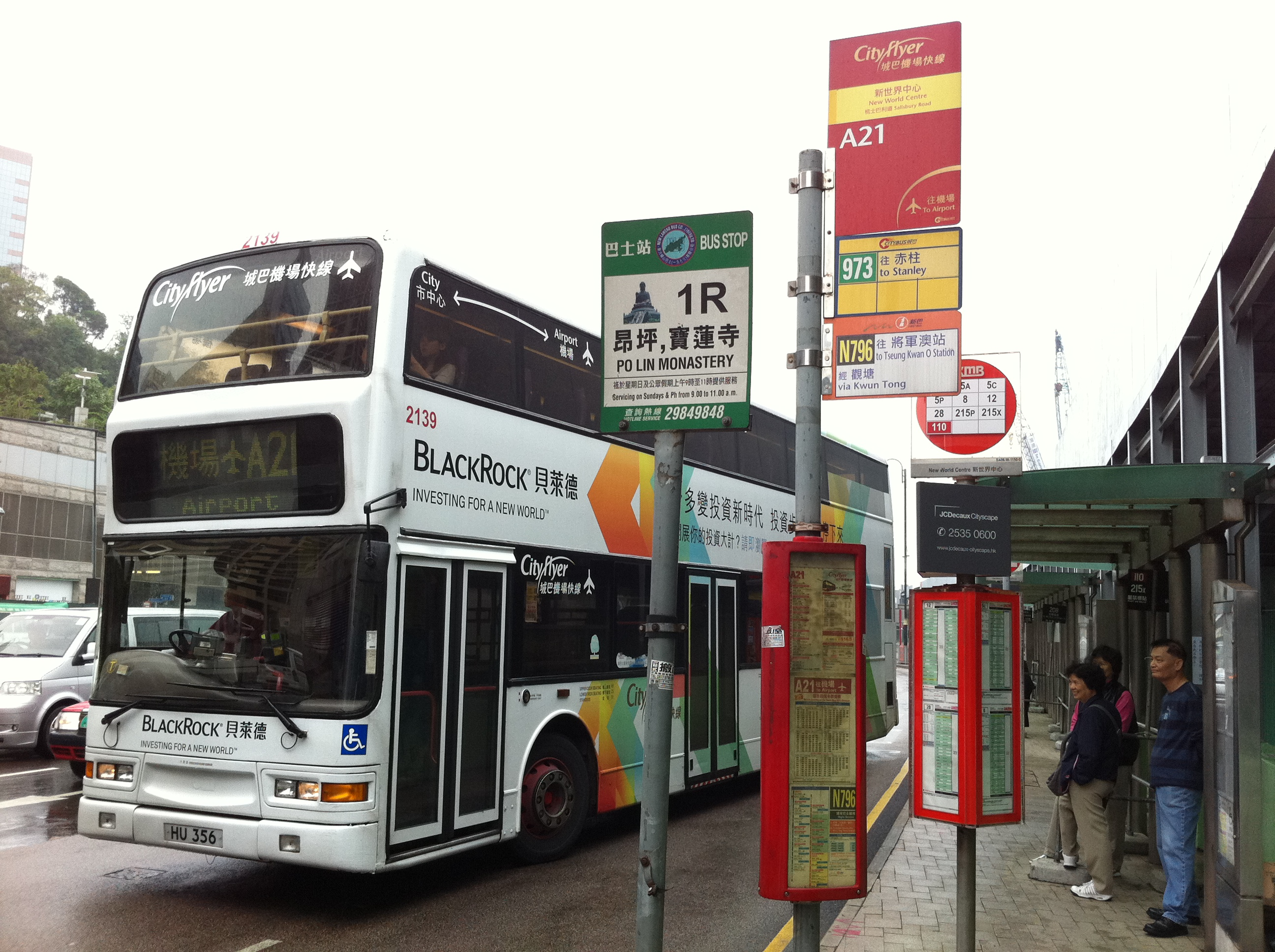
在新世界中心巴士分站外

- 若巴士沒有剩餘座位，就不會途經有 * 號之車站。

## 第一代的1R路線
第一代1R為夏季假日路線，於1985年7月7日起投入服務，來往梅窩至大澳（不設分段收費），1991年起停止服務。

## 外部連結
- NLB Air-conditioned Route 嶼巴空調路線 - 1R （页面存档备份，存于）
- 紅磡碼頭廣場-昂平（寶蓮寺、大佛）

1. ↑  .   [2019-01-02]. （原始内容存档于2019-01-02）.